# Paramussardiana quadricostata
Paramussardiana quadricostata – gatunek chrząszcza z rodziny kózkowatych i podrodziny zgrzypikowych. Jedyny przedstawiciel rodzaju Paramussardiana.

## Zasięg występowania
Gatunek ten występuje w Tanzanii.